# Randia genipifolia
Randia genipifolia är en måreväxtart som först beskrevs av Paul Carpenter Standley och Julian Alfred Steyermark, och fick sitt nu gällande namn av David H. Lorence. Randia genipifolia ingår i släktet Randia och familjen måreväxter. Inga underarter finns listade i Catalogue of Life.